# ひさご
ひさごは、俳諧の撰集で、俳諧七部集の一つ。1690年（元禄3年）8月、井筒屋庄兵衛刊。編者は浜田珍碩。

## 概要
1690年（元禄3年）9月に『おくのほそ道』の旅を終えた松尾芭蕉は、同年の冬から翌年の夏にかけて、近江国湖南地方を5度ほど訪れており、同地の門人と巻いた歌仙などを収める。作品は、芭蕉・浜田珍碩・菅沼曲水の三吟歌仙、珍碩・芭蕉・八十村路通・山本荷兮・越智越人の五吟歌仙（芭蕉は脇句のみ）、野径・里東・泥土・河合乙州・怒誰・珍碩の六吟歌仙、乙州・珍碩・里東などの九吟歌仙、正秀・珍碩両吟歌仙の計5歌仙である。
作風は奥羽行脚後の新風「かるみ」への志向を示しており、翌年刊行の『猿蓑』への序章として貴重な作品である。